# Venkatagiri
Venkatagiri är en ort i Indien.   Den ligger i distriktet Nellore och delstaten Andhra Pradesh, i den södra delen av landet, 1 600 km söder om huvudstaden New Delhi. Venkatagiri ligger 68 meter över havet och antalet invånare är 32 761.
Terrängen runt Venkatagiri är platt. Runt Venkatagiri är det tätbefolkat, med 266 invånare per kvadratkilometer. Det finns inga andra samhällen i närheten. Omgivningarna runt Venkatagiri är en mosaik av jordbruksmark och naturlig växtlighet.